# 스테판 표토로비치 아프락신

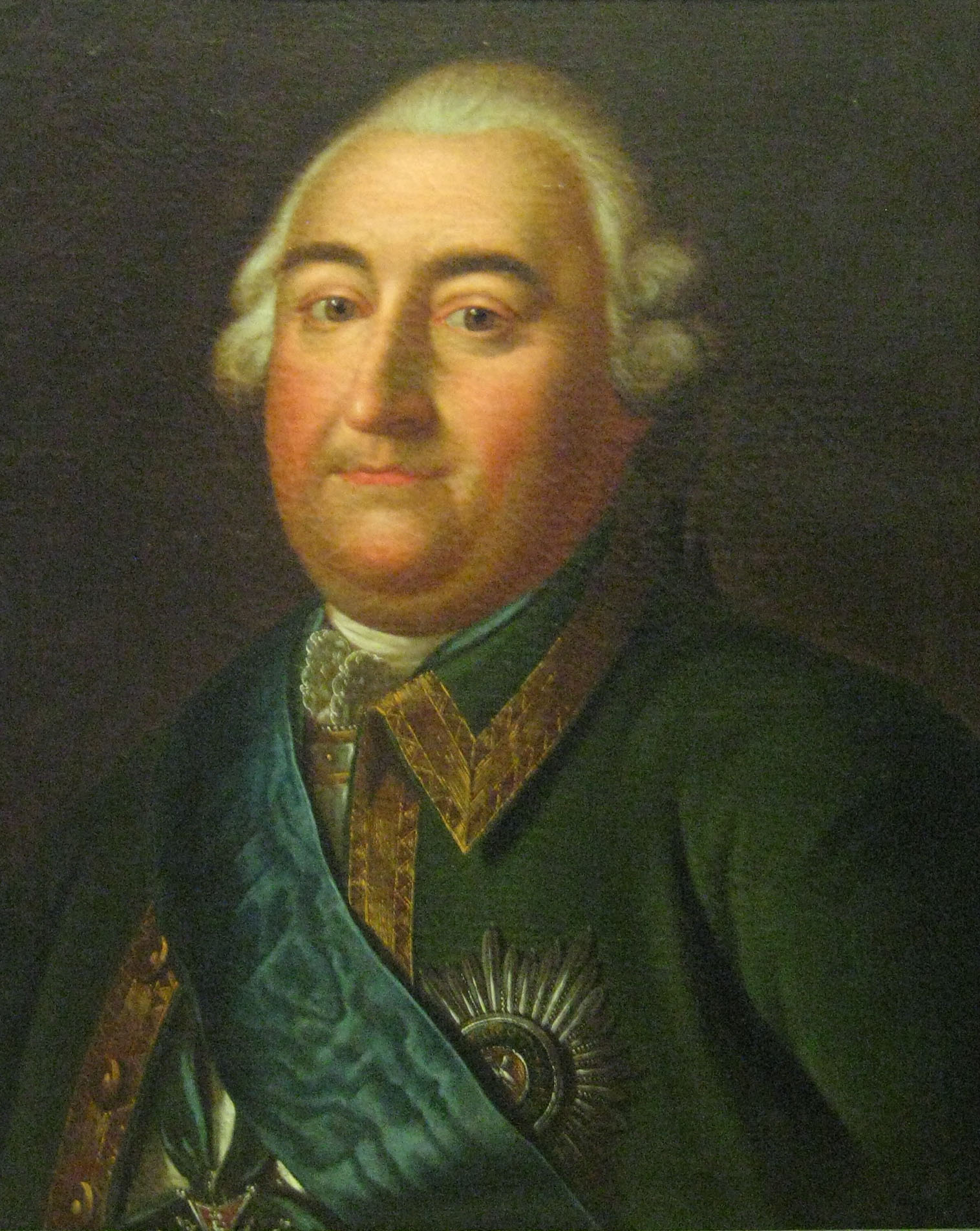
스테판 아프락신

스테판 표토로비치 아프락신(러시아어: Степан Фёдорович Апраксин, Stepan Fyodorovich Apraksin, 1702년 8월 10일 - 1758년 8월 17일)은 표트르 아프락신의 친척이자, 7년 전쟁에서 러시아군을 지휘한 군인이다. 종종 예카테리나 2세를 수행하며, 빼어난 군공을 세운 그의 아들 스테판 스테파노비치 아프락신과 혼동되기도 한다.

## 어린 시절
아프락신은 뮈니히 장군의 휘하에서 오스만 제국과 싸웠으며, 빠르게 장군으로 승진했다. 그는 1737년 오차키우 점령에 참전했으며, 1739년 호틴 함락 소식을 러시아의 수도에 알렸다.

## 정치
러시아 궁전에서, 아프락신은 친프로이센파와 르토크 공작의 가장 첨예한 적수가 되었다. 그는 알렉세이 베스투제프류민의 몇 안 되는 지지자였다. 그는 아프락신에게 원수로 승진할 수 있게 해주었고, 1756년 7년 전쟁이 발발하자 러시아 군의 사령관으로 지명했다.

## 7년 전쟁
이듬해 아프락신은 프로이센 침공 총사령관직을 차지했으며, 많은 손실을 입기는 했지만 1757년 8월 30일 벌어진 그로스예거스도르프 전투에서 승리를 거두었다.

## 참고 자료
- 마이어 회화사전
- Biographies of the Russian Field Marshals (4권), 상트 페트르부르크, 1840-1841